# Lepidium bonariense
Lepidium bonariense,  es una  hierba  perteneciente al género Lepidium incluido en la familia  Brassicaceae o familia de las plantas de la Mostaza. 

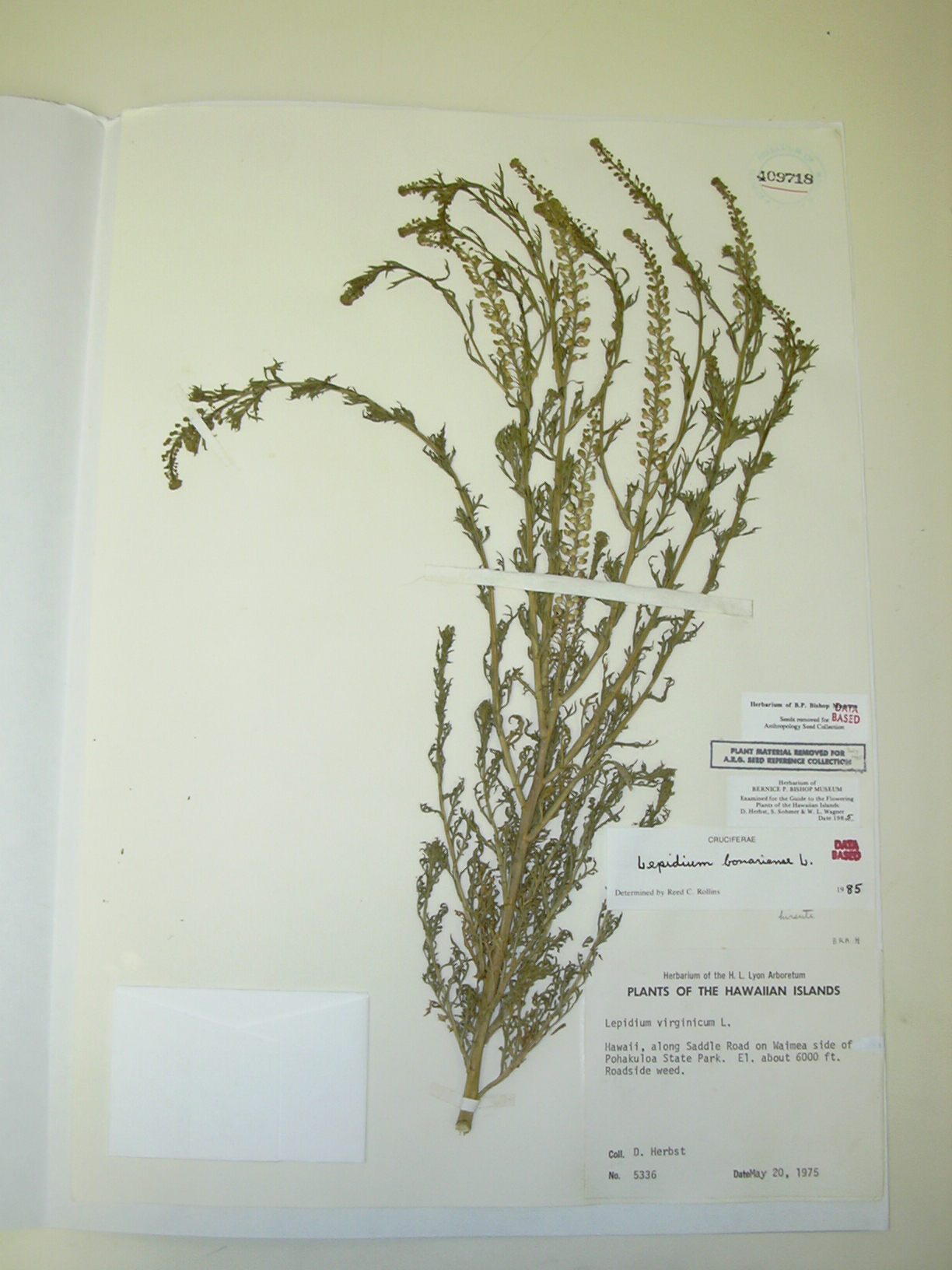
Ilustración

Vista de la planta

## Descripción
Es una planta anual o perenne, herbácea, uni o pluricaule, glabrescente. Raíz axonomorfa, ± crasa. Los tallos alcanzan un tamaño de 20-70 cm de altura, erectos, ramificados en la parte superior, cubiertos de pelos finos. Hojas  basales, pecioladas, pinnatisectas con segmentos pinnatífidos, lanceolados; las caulinares, progresivamente menos divididas; las superiores, pinnatilobadas o pinnatífidas. Las inflorescencias en racimos densos en la fructifican.  Pétalos blancos; a veces inexistentes.  Frutos suborbiculares, aquillados, muy estrechamente alados –con ala de menos de 1 mm– en la parte superior, de ápice obtuso y escotadura poco profunda. Semillas de 1,5 x 0,9 mm, estrechamente aladas, débilmente papilosas, de un pardo amarillento. Tiene un número de cromosomas de 2n = 64.

## Distribución y hábitat
Se encuentra en los bordes de caminos, cultivos; a una altitud de 0-200 metros. Originaria del Sur de América, introducida en todos los continentes. 

## Taxonomía
Lepidium bonariense fue descrita por Carlos Linneo y publicado en Species Plantarum 2: 645. 1753.
Etimología
Lepidium: nombre genérico que deriva del griego, y significa "pequeña escama", en referencia al tamaño y forma de los frutos (silicuas).
bonariense: epíteto
Sinonimia
- Lepidium mendocinum Phil.
- Nasturtium bonariense (L.) Kuntze
- Thlaspi bonariense (L.) Poir.
- Thlaspi multifidum Poir.
- Thlaspi pinnatifidum F.Phil.[3]